# Luis-Joe Lührs
Luis-Joe Lührs, né le 20 février 2003, est un coureur cycliste allemand. Il pratique le cyclisme sur route et le cyclisme sur piste. Son frère aîné Leslie est également coureur cycliste.

## Biographie
En 2020, Luis-Joe Lührs court en catégorie junior (17/18 ans) au sein de la Team Auto Eder Bayern, réserve de l'équipe World Tour allemande Bora-Hansgrohe. Pour sa première année au sein de l'équipe, il se classe notamment deuxième du championnat d'Allemagne du contre-la-montre juniors derrière Marco Brenner. Il est également deux fois deuxième d'étape sur le Grand Prix Rüebliland, devancé à chaque fois par Tobias Lund Andresen. Sur piste, il est médaillé d'argent de la poursuite par équipes aux championnats d'Europe juniors. Lors de la saison 2021, il termine deuxième du Grand Prix West Bohemia et de la Classique des Alpes juniors derrière son leader Cian Uijtdebroeks. En juillet, il gagne en France une étape du Tour du Valromey. Il participe aux championnats d'Europe et du monde sur route juniors, terminant notamment dixième du championnat du monde sur route juniors. En septembre, il est champion du monde de poursuite par équipes juniors au Caire,.
En 2022, alors qu'il n'a pas encore 19 ans, il passe professionnel au sein de l'équipe Bora-Hansgrohe. Il y retrouve son coéquipier Cian Uijtdebroeks.

## Palmarès sur route
- 2020
  - 2e du championnat d'Allemagne du contre-la-montre juniors
- 2021
  - 4e étape du Tour du Valromey
  - 2e du Grand Prix West Bohemia
  - 2e de la Classique des Alpes juniors
  - 10e du championnat du monde sur route juniors
- 2022
  - Gippinger Radsporttage
  - 5e étape du Tour de l'Avenir (contre-la-montre par équipes)

### Classements mondiaux
| Année                                 | 2022  | 2023  |
| ------------------------------------- | ----- | ----- |
| Classement mondial                    | 1392e | 2359e |
| UCI Europe Tour                       | 945e  | nc    |
|                                       |       |       |
| Légende : nc = non classéSource : UCI |       |       |

## Palmarès sur piste

### Championnats du monde juniors
- Le Caire 2021
  -  Champion du monde de poursuite par équipes juniors

### Championnats d'Europe juniors
- Fiorenzuola d'Arda 2020
  -  Médaillé d'argent de la poursuite par équipes juniors